# پائولا ایوان
پائولا ایوان (رومانیایی: Paula Ivan؛ زادهٔ ۲۰ ژوئیهٔ ۱۹۶۳) دونده اهل رومانی است.
وی در مسابقات کشوری و بین‌المللی در مجموع برندهٔ ۷ مدال طلا، ۱ مدال نقره شده‌است.